# Karolína Marie z Lichtenštejna
Karolína Marie z Lichtenštejna (německy celým jménem Karoline Maria Josepha Walpurgis Nestoria, Prinzessin von und zu Liechtenstein, 27. února 1836, Vídeň – 28. března 1885 tamtéž) byla rakouská šlechtična, princezna z Lichtenštejna.

## Život
Karolína Marie Josefa Valpurga Nestorie z Lichtenštejna se narodila 27. února 1836 ve Vídni jako druhé dítě a druhá dcera lichtenštejnského knížete Aloise II. a jeho manželky, české hraběnky Františky rozené Kinské z Vchynic a Tetova. 
Byla mladší sestrou princezny Marie Františky (1834) a starší sestrou Žofie Marie (1837), Aloisie Marie (1838), Idy Marie (1839), Jana II. (1840), Františky (1841), Henriety Marie (1843), Anny Marie (1806), Tereza Marie (1850) Františka I. (1853).

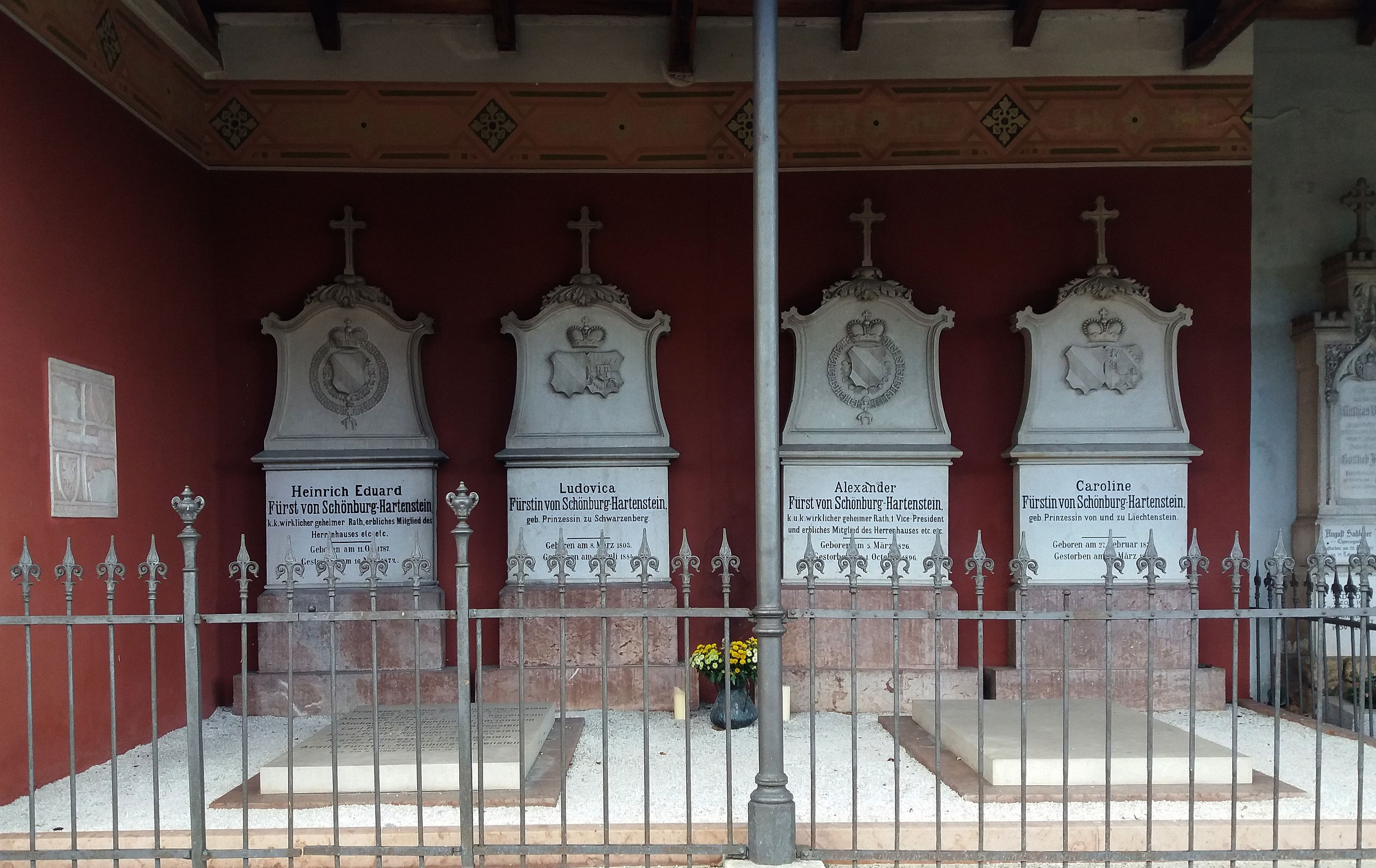
Náhrobek Karolíny Marie (zcela vpravo) v rámci knížecí rodiny Schönburg-Hartensteinů na hřbitově v Bad Ischlu. Další náhrobky patří knížeti Jindřichu Eduardovi (1787–1872), Josefu Alexandrovi (1826–1896) a Alexandru Jeronýmovi (1888–1956).

Karolína Marie z Lichtenštejna zemřela 28. března 1885 ve věku 49 let v rodné Vídni. Je pohřbena na hřbitově v Bad Ischlu po boku svého manžela, který zemřel v roce 1896, tedy něco málo přes deset let po její smrti.

### Manželství a potomstvo
Dne 3. června 1855 se 19letá Karolína Marie ve Vídni provdala za o deset let mladšího prince Josefa Alexandra ze Schönburg-Hartensteinu, syna Jindřicha Eduarda ze Schönburg-Hartensteinu a Aloisie Eleonory ze Schwarzenbergu. Po smrti svého tchána v roce 1872 se Karolína Marie stala 3. princeznou chotí po své tchyni.
Z manželství Karolíny Marie a Josef Alexandr ze Schönburg-Hartensteinu se narodilo šest dětí, tři dcery a tři synové. V dalším pokolení měli dvacet devět vnoučat, patnáct dívek a čtrnáct chlapců: 
- Ludovika Marie Tereza Josefa ze Schönburg-Hartensteinu[11] (3. července 1856, Ettlingen - 5. července 1932, Mnichov), dne 27. listopadu 1879 se ve Vídni provdala za Beltrama Ottu Bedřicha Viléma Valdemara, 1. kníže z Quadt-Wykradt-Isny (1849-1927), s nímž měla šest dětí, tři syny a tři dcery, kteří měli hraběcí titul:[12]
  - Otto Maria Alexandr Beltram z Quadt-Wykradt-Isny (Isny im Allgäu, 30. prosince 1880 - 28. července 1933, Mnichov);
  - Marie Luisa Karolína Josefa z Quadt-Wykradt-Isny (21. prosince 1883, Isny im Allgäu - 26. ledna 1925, Mnichov);
  - Alexandr Josef Alois Antonín Maria z Quadt-Wykradt-Isny (1. května 1885, Isny im Allgäu - 11. července 1936 tamtéž);
  - Evžen František de Paula Josef Maria Alban Kašpar z Quadt-Wykradt-Isny (16. ledna 1887, Isny im Allgäu - 19. října 1940 tamtéž);
  - Luisa Karolína Ludovika Marie Josefa z Quadt-Wykradt-Isny (7. září 1889, Isny im Allgäu - 9. července 1981, Mnichov);
  - Josefa Marie Berta Ignácie ze Schönburg-Hartensteinu (4. března 1892, Mnichov - 5. ledna 1996, Schäftlarn).
- Františka Marie Karolína Josefa Tereza ze Schönburg-Hartensteinu (28. srpna 1857, Karlsruhe - 20. ledna 1926, zámek Petrohrad), dne 26. dubna 1876 se ve Vídni provdala za hraběte Evžena Jaromíra Františka Černína z Chudenic (1851-1925);[13]
- Eduard Alois Maria Alexandr Konrád ze Schönburg-Hartensteinu (21. listopadu 1858, Karlsruhe - 20. září 1944, Hartenstein), následoval po otci jako 4. kníže, dne 23. dubna 1887 se ve Vídni oženil s Johanou z Colloredo-Mannsfeldu (1867-1938), s níž měl sedm dětí, z toho dvě syny a pět dcer:[14]
  - Alexandr Jeroným Alois Karel Inocenc Maria ze Schönburg-Hartensteinu (28. července 1888, Wolfsthal - 20. ledna 1956, Vídeň), následoval po otci jako 5. kníže;
  - Jeroným ze Schönburg-Hartensteinu (1. listopadu 1889, Prešpurk - 1. září 1914, Bad Vöslau);
  - Agáta Karolína Markéta Marie Johana Marcella ze Schönburg-Hartensteinu (16. ledna 1891, Prešpurk - 20. února 1965, Erlangen);
  - Karolína Františka Marie Tereza Johana ze Schönburg-Hartensteinu (24. srpna 1892, Dobříš[14] - 24. dubna 1986);
  - Marie Tereza Ernestina Monika ze Schönburg-Hartensteinu (4. února 1896, Berlín - 14. srpna 1979, Klosterneuburg);
  - Markéta Ernestina Alžběta Agáta Johana ze Schönburg-Hartensteinu (14. prosince 1897, Vídeň - 30. srpna 1980 tamtéž);
  - Isabela ze Schönburg-Hartensteinu (20. srpna 1901, Miletín
- Marie Tereza Ludovika ze Schönburg-Hartensteinu (17. prosince 1861, Mnichov - 25. srpna 1945, Weitwörth), dne 6. června 1885 se ve Vídni provdala za knížete Eduard Severin Maria z Auerspergu (1863-1956), s nímž měla sedm dětí, z toho dvě dcery a pět synů:[15]
  - Karolína z Auerspergu (22. března 1886, Vídeň - 16. prosince 1960, Weitwörth);
  - František z Auerspergu (8. dubna 1887, Vídeň - 10. května 1953, Lofer);
  - Alexandr Vilém Maria z Auerspergu (9. května 1890, Weitwörth - 19. března 1895);
  - Eduard z Auerspergu (7. dubna 1893, Weitwörth - 3. dubna 1948, Stainz);
  - Vilemína Marie Františka z Auerspergu (4. října 1894, Weitwörth - 1986);
  - Alois Maria Josef Alexandr z Auerspergu (26. října 1897, Weitwörth - 6. září 1984, Salcburk);
  - Alfred Jan Maria Antonín Rupert z Auerspergu (26. září 1899, Weitwörth - 10. září 1968, Hamburk).
- Otto Eduard Maria Alexandr ze Schönburg-Hartensteinu (24. března 1863, Mnichov - 18. dubna 1903);[16]
- Jan Maria Alois Otto Jindřich Alexandr ze Schönburg-Hartensteinu (12. září 1864, Enzesfeld-Lindabrunn - 30. března 1937, Vídeň), diplomat, dne 27. dubna 1897 se ve Vídni oženil s princeznou Žofií Marií z Oettingen-Oettingenu a Oettingen-Wallersteinu (1878-1944), s níž měl devět dětí, z toho pět dcer a čtyři syny:[17]
  - Karolína Ernestina Františka Marie ze Schönburg-Hartensteinu (23. prosince 1898, Vídeň - 27. dubna 1985, Bad Windsheim);
  - Ernestina Marie Žofie Johana ze Schönburg-Hartensteinu (12. července 1900, Červená Lhota - 14. října 1990, Vídeň);
  - Karel Maria Jan Alexandr Antonín ze Schönburg-Hartensteinu (23. prosince 1901, Bukurešť - 26. prosince 1972, Vídeň);
  - Marie Ernestina Karolína Žofie ze Schönburg-Hartensteinu (25. září 1903, Řím - 21. ledna 1952, Bayreuth);
  - Alois Alexandr ze Schönburg-Hartensteinu (24. dubna 1906, Londýn - 18. června 1998, Bad Ischl);
  - Aloisie Alexandra ze Schönburg-Hartensteinu (24. dubna 1906, Londýn - 11. dubna 1976, Berlín), dvojče Aloise Alexandra,
  - Jan ze Schönburg-Hartensteinu (12. března 1908 - únor 1910);
  - Petr Karel Maria Antonín Pius Benedikt Marek Jan ze Schönburg-Hartensteinu (25. dubna 1915, Řím - 7. listopadu 2003, New York);
  - Žofie Marie Karolína Johana Ernestina ze Schönburg-Hartensteinu (19. dubna 1917, Vídeň).